# Семедраж
Семедраж је насеље у Србији у општини Горњи Милановац у Моравичком округу. Према попису из 2022. било је 208 становника. Удаљено је 8 км од Горњег Милановца Ибарском магистралом у правцу ка Чачку, а затим од места Млаковац на запад, на надморској висини од 250 до 500 м и на површини од 1.225 ха.
Село је некада припадало општини Брусница и парохији цркве Свети Никола у селу Брусница, а имало је своју школу. Сеоска слава је други дан Тројица.
Овде се налазе Стари споменици на сеоском гробљу у Семедражи (општина Горњи Милановац) и Крајпуташ Танасију Милићу у Семедражи.

## Историја
У овом селу има трагова шљачишта, трагова копања руда, имена и назива гробаља и црквишта. То доказује да је ту постојало насеље од давнина чији су се становници бавили рударењем. Семедраж се први пут помиње у турском попису 1476. године. Тада је имао 7 домова. По предању, село се у најраније време звало Љесковица и Турци су га запалили. По другом предању, Алил спахија је у атару села имао 48 кошева семена, од којих је настало име Семедраж.
Староседеоци су били приморани да се иселе пред доласком Турака. Досељеници из Херцеговине, Старог Влаха и ужичког краја су село наново населили у 18. веку.
У Другом српском устанку из Београда је кроз село наишао Ћехаја паша у помоћ Турцима који су водили борбу са устаницима на Љубићу. У једној шуми у селу наишао је на збег мештана који су се сакрили испред Турака и све их побио. Због много проливене крви то место названо је Збеговиште а брдо на коме се оно налази Крвавац.
У ратовима у периоду од 1912. до 1918. године село је дало 100 ратника. Погинуло их је 51 а 49 је преживело.

## Демографија
У пописима село је 1910. године имало 457 становника, 1921. године 405, а 2002. године тај број је спао на 263.
У насељу Семедраж живи 227 пунолетних становника, а просечна старост становништва износи 43,5 година (41,9 код мушкараца и 45,1 код жена). У насељу има 78 домаћинстава, а просечан број чланова по домаћинству је 3,38.Назив села потиче од кошева са семеном, који је један турски паша имао у овом селу. Раније име села било је Љесковац, јер је било богато пошумљено дрветом љеска.
Ово насеље је великим делом насељено Србима (према попису из 2002. године), а у последња три пописа, примећен је пад у броју становника.
|  |

| Демографија | Демографија | Демографија |
| Година      | Становника  | Становника  |
| ----------- | ----------- | ----------- |
| 1948.       | 568         |             |
| 1953.       | 575         |             |
| 1961.       | 486         |             |
| 1971.       | 427         |             |
| 1981.       | 377         |             |
| 1991.       | 310         | 309         |
| 2002.       | 264         | 264         |
| 2011.       | 243         |             |

| Етнички састав према попису из 2002.‍ | Етнички састав према попису из 2002.‍ | Етнички састав према попису из 2002.‍ | Етнички састав према попису из 2002.‍ | Етнички састав према попису из 2002.‍ |
| ------------------------------------ | ------------------------------------ | ------------------------------------ | ------------------------------------ | ------------------------------------ |
|                                      |                                      |                                      |                                      |                                      |
| Срби                                 | Срби                                 |                                      | 263                                  | 99,62%                               |
| Хрвати                               | Хрвати                               |                                      | 1                                    | 0,37%                                |
| непознато                            | непознато                            |                                      | 0                                    | 0,0%                                 |

| Година пописа     | 1948. | 1953. | 1961. | 1971. | 1981. | 1991. | 2002. |
| ----------------- | ----- | ----- | ----- | ----- | ----- | ----- | ----- |
| Број домаћинстава | 99    | 105   | 107   | 106   | 105   | 97    | 78    |

| Број чланова      | 1  | 2  | 3  | 4  | 5 | 6 | 7 | 8 | 9 | 10 и више | Просек |
| ----------------- | -- | -- | -- | -- | - | - | - | - | - | --------- | ------ |
| Број домаћинстава | 12 | 25 | 10 | 12 | 5 | 8 | 2 | 1 | 1 | 2         | 3,38   |

| Пол    | Укупно | Неожењен/Неудата | Ожењен/Удата | Удовац/Удовица | Разведен/Разведена | Непознато |
| ------ | ------ | ---------------- | ------------ | -------------- | ------------------ | --------- |
| Мушки  | 120    | 38               | 70           | 9              | 3                  | 0         |
| Женски | 111    | 16               | 69           | 25             | 1                  | 0         |
| УКУПНО | 231    | 54               | 139          | 34             | 4                  | 0         |

| Пол    | Укупно                    | Пољопривреда, лов и шумарство | Рибарство                            | Вађење руде и камена | Прерађивачка индустрија       |
| ------ | ------------------------- | ----------------------------- | ------------------------------------ | -------------------- | ----------------------------- |
| Мушки  | 66                        | 8                             | 0                                    | 0                    | 23                            |
| Женски | 37                        | 3                             | 0                                    | 0                    | 18                            |
| УКУПНО | 103                       | 11                            | 0                                    | 0                    | 41                            |
| Пол    | Производња и снабдевање   | Грађевинарство                | Трговина                             | Хотели и ресторани   | Саобраћај, складиштење и везе |
| Мушки  | 4                         | 0                             | 4                                    | 0                    | 5                             |
| Женски | 0                         | 0                             | 4                                    | 1                    | 1                             |
| УКУПНО | 4                         | 0                             | 8                                    | 1                    | 6                             |
| Пол    | Финансијско посредовање   | Некретнине                    | Државна управа и одбрана             | Образовање           | Здравствени и социјални рад   |
| Мушки  | 2                         | 4                             | 0                                    | 1                    | 1                             |
| Женски | 0                         | 0                             | 0                                    | 2                    | 1                             |
| УКУПНО | 2                         | 4                             | 0                                    | 3                    | 2                             |
| Пол    | Остале услужне активности | Приватна домаћинства          | Екстериторијалне организације и тела | Непознато            | Непознато                     |
| Мушки  | 0                         | 0                             | 0                                    | 14                   | 14                            |
| Женски | 1                         | 0                             | 0                                    | 6                    | 6                             |
| УКУПНО | 1                         | 0                             | 0                                    | 20                   | 20                            |